# Araneus latirostris
Araneus latirostris là một loài nhện trong họ Araneidae.
Loài này thuộc chi Araneus. Araneus latirostris được Tord Tamerlan Teodor Thorell miêu tả năm 1895.